# Besedotvorje
Besedotvorje je tvorjenje in sestava besed ter nauk o tem. Tvorjenke nastajajo po tvorbenem postopku, pri katerem izhajamo iz podstave (del besede, na osnovi katere tvorimo novo tvorjenko), ki ji dodajamo obrazila. Besedotvorje nas uči, kako ustvarjamo besede oziroma kako tvorjenkam določamo podstavo in obrazila.

## Besedotvorni postopek
Po Toporišiču besedotvorni postopek vsebuje šest korakov:
1. Izbor besedne zveze s pomenom prihodnje tvorjenke. Taka besedna zveza se imenuje govorna podstava.
2. Izbor tvorbenega obrazila. S tem se opredeli tudi tvorbena vrsta (za zgled: pri izpeljanki se izbere desno obrazilo).
3. Izluščenje podstave tvorjenke iz govorne podstave. Ta korak se opredeli že z izbiro obrazila (za zgled: če izberemo levo obrazilo, to pomeni, da bo šlo za sestavljanko in da bo treba izbrati eno samo besedo govorne podstave za nadaljnje tvorjenje).
4. Odvzem slovničnih lastnosti določenim izbranim sestavinam (odvisno od izbranega obrazila).
5. Razporeditev sestavin po vodilu enakomerne zaporednosti.
6. Strnitev razporejenih sestavin, po potrebi premene glasovja in določitev naglasa.

## Besedotvorne vrste
Besedotvorne vrste so štiri: izpeljava, zlaganje, sestavljanje in sklapljanje. Ustrezne tvorjenke, ki jih vedno delamo iz besednih zvez, imenujemo izpeljanke, prekrivanke,zloženke, sestavljenke in sklopi.

### Izpeljava
Pri izpeljavi eno sestavino dvodelne besednozvezne podstave zamenjamo s priponskim obrazilom ustreznega pomena (podstava + pripona).

##### Zgled:[4]
drági sín → sínko
Besedotvorni postopek:
1. drági sín
2. -ko
3. sín
4. sin-
5. sin- + -ko
6. sínko

### Zlaganje
Pri zlaganju dve ali več sestavin besednozvezne podstave povezujemo z medponskim obrazilom (del podstave + medpona + del podstave).

##### Zgled:[4]
zdravník zób → zóbozdravník
Besedotvorni postopek:
1. zdravník zób
2. -o-
3. zdravník zób
4. zób
5. zób + -o- + zdravník
6. zóbozdravník

### Sestavljanje
Pri sestavljanju eno sestavino besednozvezne podstave zamenjamo s predponskim obrazilom (predpona + podstava).

##### Zgled:[4]
prvôtna máti → prámáti
Besedotvorni postopek:
1. prvôtna máti
2. pra-
3. máti
4. -máti
5. prá- + -máti
6. prámáti

### Sklapljanje
Pri sklapljanju sestavine besednozvezne podstave združujemo. Pri t. i. kraticah najprej besede podstave ustrezno krnimo (podstave brez obrazil). Naglas kake podstave se lahko izgubi ali pa se drugače spremeni (za zgled: pri môji dúši → prmejdúš).

##### Zgled:[4]
Večdelne podstave enostavno sklopimo v novo besedo, za zgled: sevé, očenàš.